# 田畈怡睦堂
田畈怡睦堂，位于中华人民共和国浙江省衢州市开化县何田乡，是浙江省省级文物保护单位之一。
2017年1月19日，田畈怡睦堂被列入第七批浙江省文物保护单位，该文物保护单位是一座古建筑。